# Roseraie de Montevideo

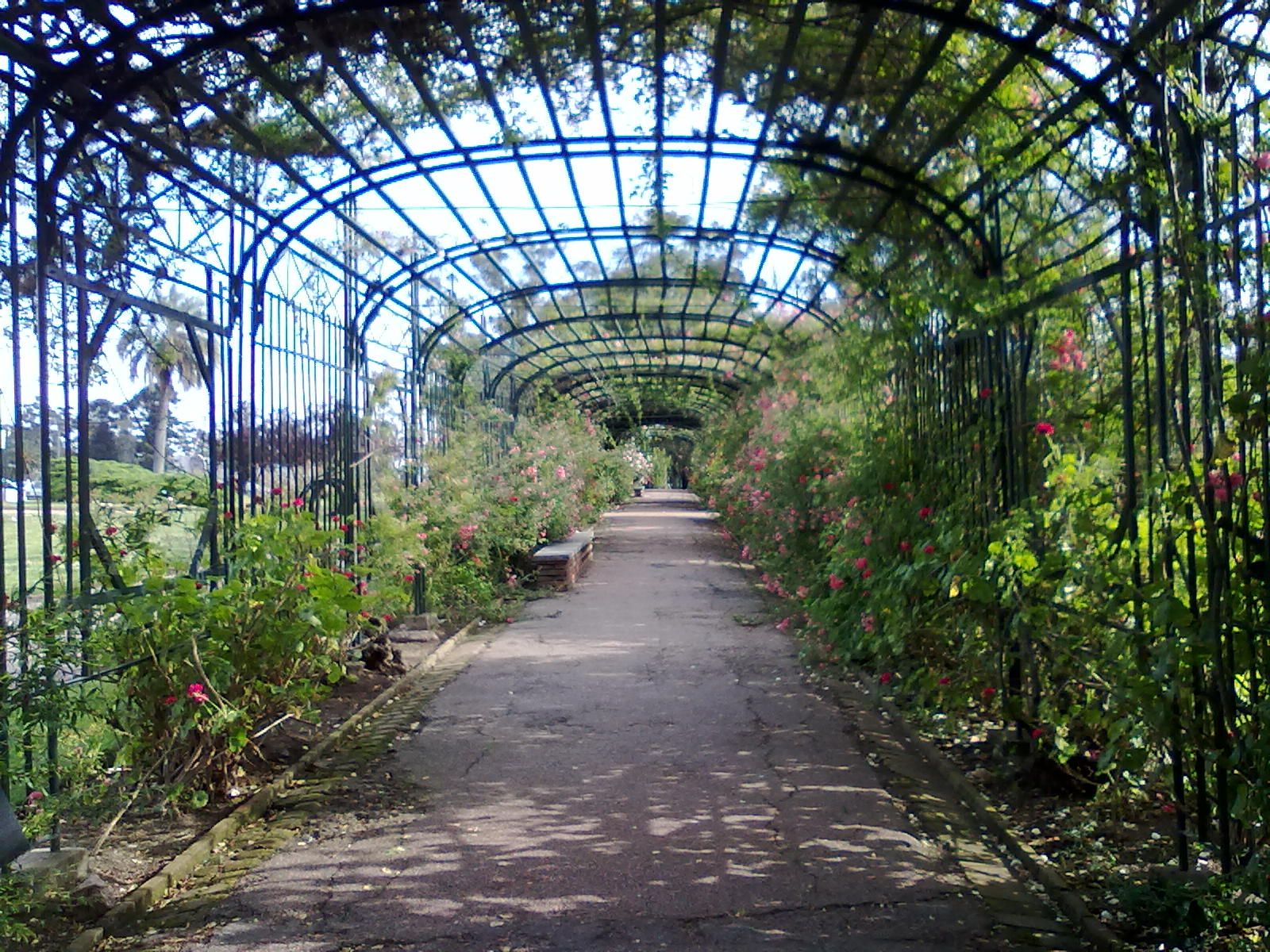
Vue d'une pergola de la roseraie.

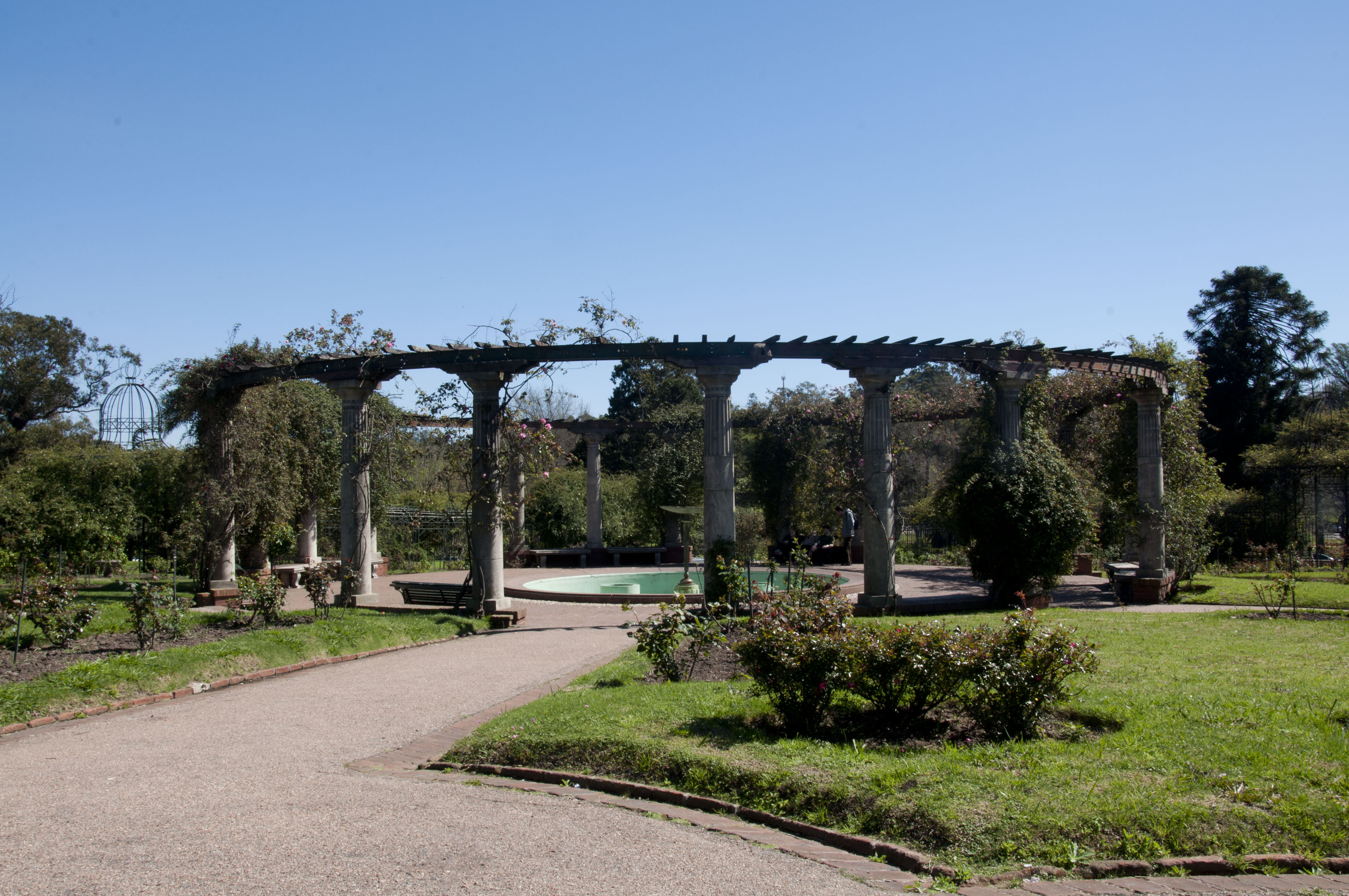
le bassin entouré de colonnes de pierre

La roseraie municipale du Prado (Rosaleda del Prado), située dans le quartier du Prado, Montevideo en Uruguay est une roseraie classique typique.

## Historique
Elle a été dessinée et plantée en 1910 par le Français Charles Racine.

## Description
Elle présente, autour d'un bassin, vingt colonnes de pierre soutenant des rosiers grimpants, puis un cercle de vingt parterres de rosiers buissons et tiges, le tout entouré de pergolas recouvertes de roses grimpantes parfumées.
Les variétés sont nombreuses mais on peut remarquer Rosa banskaiae 'Alba', ou 'Souvenir de Georges Pernet'.